# Route 49 (Ontario)
Pour les articles homonymes, voir Route 49.
La route 49 est une courte route provinciale de l'Ontario ne passant que dans la réserve amérindienne de Tyendinaga et dont la distance est de 5,8 kilomètres.

## Tracé
La route 49 débute à la baie de Quinte, à la frontière du comté de Prince-Edward et du canton de Tyendinaga. Elle se poursuit tout de même vers le sud en tant que route locale 49 vers Picton et de la route 33.
La route provinciale 49 ne fait que traverser la réserve amérindienne mohawk de Tyendinaga en ligne droite jusqu'à l'autoroute 401, qui elle permet l'accès vers Toronto ou de Montréal.
| Route 49               |                                |     |                                       |       |
| District               | Ville                          | km  | Intersection/Destinations             | Notes |
| Comté de Prince Edward | Comté de Prince Edward         | 0,0 | County Road 15                        |       |
| Hastings               | Tyendinaga (territoire mohawk) | 1,0 | County Road 16 – Deseronto            |       |
| Hastings               | Tyendinaga (territoire mohawk) | 2,4 | Dundas Street – Deseronto York Street |       |
| Hastings               | Tyendinaga (territoire mohawk) | 5,8 | Tyendinaga Township Road L31          |       |